# Urban mining
Urban mining is het recycleren van waardevolle grondstoffen uit stedelijk afval. Het vormt een belangrijk onderdeel van de circulaire economie, in het streven uitputting van natuurlijke hulpbronnen te voorkomen en opwarming van de Aarde te beheersen.
De term werd in de jaren 1980 geïntroduceerd door professor Hideo Nanjyo van de Universiteit van Tohoku, Japan.

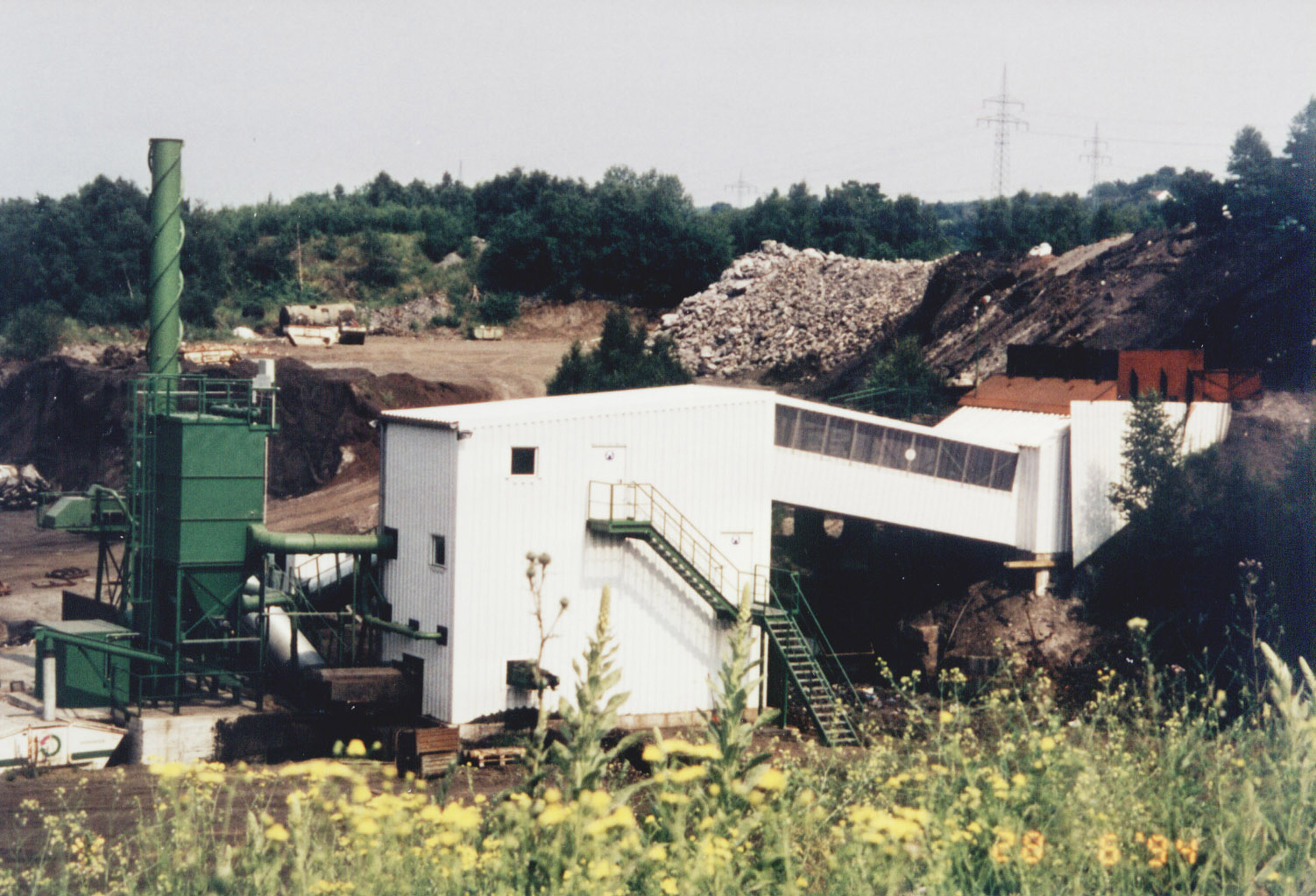
fabriek voor het verwerken van sloopafval van gebouwen

Begin 21e eeuw betrof het nog voornamelijk elektrotechnische apparaten; later zijn er met name in de bouw- en sloopwereld stappen gezet om gebouwen zodanig te ontmantelen dat materialen uit het gebouw zoveel als mogelijk opnieuw toegepast kunnen worden, of als grondstof kunnen dienen voor nieuwe producten. Zo kan met beton dat vrijkomt bij de sloop nieuw beton worden gemaakt, met een grote reductie van de uitstoot van CO2.